# Pierre Jônain
Pierre Abraham Jônain, né le 31 juillet 1799 à Gémozac et est décédé le 4 novembre 1884 à Royan, est un linguiste français, patoisant de famille protestante.  

## Œuvres
- 1861 : Poème héroïque de Roland
- 1864 : Notice populaire sur Bernard Palissy
- 1869 : Dictionnaire du patois saintongeais
- 1876 : Étude historique sur la commune de Gémozac, d'après les mémoires du curé Pouzeaux